# 李中清
李中清（英語：James Lee，1952年—），美籍华裔历史学家、社会学家，以其对人口学的研究而知名，曾任香港科技大学人文社会科学院长。

## 生平
李中清早年就讀耶魯大學，1983年毕业于美国芝加哥大学并获历史学博士学位。后在加州理工学院人文社科系任教。2003年至2008年任密歇根大学历史及社会学系教授、密歇根大学中国研究中心主任。2009年起出任香港科技大学人文社会科学学院院长。
同時他也是北京大学社会学系长江学者讲座教授，南开大学、清华大学等校兼职教授。2010年起又兼任香港科技大学与上海交通大学合作成立的中国东北历史与社会研究中心主任。

## 家庭
他是诺贝尔物理学奖得主李政道之子，其弟李中汉为康奈尔大学化学教授。

## 註腳
1. ↑  院長現為蔡永順教授。[1]